# Croix de Meymac
La croix de Meymac est une croix française à Meymac, en Corrèze. Datant sans doute du XIIe siècle, c'est un monument historique inscrit depuis le 19 mai 1925.